# SN 2006ew
SN 2006ew – supernowa typu Ia odkryta 27 sierpnia 2006 roku w galaktyce A202002-0058. W momencie odkrycia miała maksymalną jasność 20,10m.